# Baskijska mitologija
Baskijska mitologija,  Mitologija drevnih Baska uglavnom nije preživjela dolazak kršćanstva u Baskiju između 4. i 12. stoljeća. Većina onoga što znamo o elementima tog sustava vjerovanja temelji se na analizi legendi, proučavanju imena mjesta i oskudnim povijesnim referencama na poganske rituale koje su prakticirali Baski.
U legendama Baskijskog naroda Amalur je glavno božanstvo, znači "Majka Zemlja". To je posuda svega što postoji, svih živih bića i, shodno tome, onoga što omogućuje postojanje samog ljudskog bića. Zemlja nam se čini kao prebivalište svih živih bića koja posjeduju vlastitu vitalnu snagu koja je stvorila naše prirodno okruženje. To je ono što omogućuje postojanje životinja i biljaka i ono što nama ljudima daje hranu i potrebno mjesto za život, gdje žive duše pokojnika i većina mitoloških likova. Vjera u Amalura vrlo je stara u naroda Baskije, prije invazije indoeuropskih naroda. Budući da su ove kulture koje su s istoka stigle u Europu, uvele vjeru u nebeske božanstva. Jedan od glavnih figura tog sustava vjerovanja bio je ženski lik Mari. Prema legendama prikupljenim na području Atauna, drugi glavni lik je njen suprug Sugaar. Međutim, zbog nedostatka materijala teško je reći je li to bi bio "središnji par" baskijskog panteona. Na temelju atributa pripisanih tim mitološkim bićima, to bi se smatralo ktoničnom religijom jer svi njeni likovi stanuju na zemlji ili ispod nje, s nebom koje je uglavnom prazan hodnik kroz koji prolaze božanstava.

## Kršćanstvo u Baskiji
Kristijanizacija Baskije je sporna u nekim raspravama. Općenito govoreći, postoje dva pogleda:. ili je kršćanstvo stiglo u Baskiju tijekom 4. i 5. stoljeća, ili tek u 12. i 13. stoljeću Glavni problem leži u različitim tumačenjima onoga što se smatra kristijanizacijom. Rani tragovi kršćanstva mogu se naći u velikim urbanim sredinama iz 4. stoljeća nadalje, biskupija iz 589. u Pamploni i tri koncentracije pustinjačkih špilja (dvije u Alavi i jedna u Navari) koju su korištene od 6. stoljeća do danas. U tom smislu, kršćanstvo je stiglo "rano".
U isto vrijeme, razni povijesni izvori i istraživanja direktno ili indirektno svjedoče o činjenici da se veliko obraćenje na kršćenstvo nije počelo događati do 10. i 11. stoljeća:
- biskupi Pamplone su često odsutni sa sinoda u Toledu tijekom vizigotskog razdoblja[1]
- izvješća o neuspjeloj misiji biskupa Amandusa oko 640. godine[1]
- arapski autori iz doba omejidskog osvajanja Hispanije nazivali su Baske mağūs tj. "čarobnjaci, pogani"[1]
- poznato groblje Argiñeta u Biskaji iz oko 880. godine s baskijskim nadgrobnim spoemnicima potpuno lišeno bilo kakvih kršćanskih simbola[1]
- relativno niska gustoća religijskih centara po atlantskoj Baskiji do 15. stoljeća[1]

Većina vaskonista se uglavnom slaže da je kršćanstvo stiglo djelomično u 4. / 5. stoljeću. Ozbiljne misionarske i vjerske aktivnosti započele su tek u 9. stoljeću iz kraljevstava Asturije i Franačke, i nastavile su se nakon Rekonkviste s poznatim samostanskih temeljima (samostan Leyre, San Millán de la Cogolla) i biskupije Bayonne u 11. stoljeću. Tako su kršćanska i nekršćanska uvjerenja živjela jedna uz drugu do 10. i 11. stoljeća. Različite tradicije koje su preživjele dijelom su povezane s ovom drevnim sustavom vjerovanja prilagodbom ili pokrštavanjme narodnih tradicija, kao što se dogodilo i drugdje u Europi.
Međutim, unatoč procesu kasnog pokrštavanja, proces je bio temeljit te je ostalo vrlo malo izravnih dokaza o ostacima pretkršćanskih vjerovanja. Iz tog razloga, istraživanja ove teme mogu biti upitna jer se moraju oslanjati na analizu folklora i narodnih običaja, nedorečenih spomena te toponima.

## Mitološka bića
- Amalur: Glavno božanstvo
- Aatxe ili Etsai je biće nastanjeno u špilji, zli duh koji poprima oblik mladog crvenog bika, ali katkad mijenja oblik i poprima obličje čovjeka
- Atxular i Mikelatz su po predaji sinovi božice Mari, između ostalih
- basajaun: divlji čovjek koji živi u đumi i njegova ženska inačica: Basandere
- Eki: solarno božanstvo, kći Lurbire
- Galtzagorriak su specifična vrsta iratxoak (goblina)
- Gaueko je zli noćni lik.
- Herensuge je ime zmaja koji igra važnu ulogu u nekoliko legendi
- Erge je zli duh koji katkad uzima ljudske živote
- Ilargi ili Ile su poznati nazivi za mjesec, kao i kći božice Ama Lur.
- Iratxoak: goblini
- Jean de l'Ours, dijete žene i medvjeda
- Jentilak (gentiles): divovi, katkad prikazani kako bacaju kamenje na crkve. Za njih se vjeruje da su sami Baskijski pogani, gledani s djelomično kršćanske točke gledišta. Jedini preživjeli jentil je Olentzero, baskijska inačica Djeda Božićnjaka.
- Lamiak ili laminak, vrsta nimfe s ptičjim stopalom nastanjena u rijekama i izvorima.
- Mairuak ili Intxisuak su muške inačice lamiak u pirenejskoj regiji, za koje se govori da su sagradili  cromleche.
- Mari je prikazana u mnogo različitih oblika: ponekad kao različite žene, kao i različite životinje crvena, kao Crni jarac, itd. Njezin suprug-vladar Sugaar, međutim, pojavljuje se samo kao muškarac ili zmija / zmaj. Za Mari se govori da je služe sorginak (vještice), polumitska bića koje jenemoguće razlikovati od stvarnih vještica ili poganskih svećenica. Kadar vještica u blizini Zugarramurdija se sreo na terenu Akelarre i bio je meta najvećeg lova na vještice španjolske inkvizicije u Logroñu. Kao rezultat toga, akelarre je i dan-danas lokalni naziv za Crni sabat.
- Odei je utjelovljenje olujnih oblaka
- San Martin Txiki, popularni lokalni kršćanski lik, je prevarant
- Sorginak su mitološka bića, sluškinje božice Mari i prave vještice
- Tartalo: baskijska inačica grčko-rimskih Kiklopa

### Povijesna vrela
Glavni izvori za informaciju o nekršćanskim baskijskim vjerovanjima su:
- Strabon, koji spominje žrtvovanje jaraca i ljudi
- Arapski pisci iz doba omejidskog osvajanja Hispanije
- dnevnik hodočasnika Aymerica Picaudua iz 12. stoljeća
- razni srednjovjekovni spomeni poganskih rituala iz različitih srednjovjekovnih izvora, uključujući evidencije inkvizicije
- zbirke mitova i predaja iz 19. i 20. stoljeća, na primjer, Joséa Miguela Barandiarana. To je daleko najveći materijal koji se odnosi na ne-kršćanska vjerovanja i kao i studij naziva mjesta u Baskiji.

## Urtzi
Urtzi možda i nije bio baskijski mitološki lik. Postoje dokazi koje se može čitati ili kao podržavanje ili osporavanje postojanja takvog božanstva. Do sada nije teorija nije bila potpuno uvjerljiva.

## Mitovi iz povijesnih razdbolja
Nakon pokrštavanja, Baski su zadržali proizvodnju i uvoz mitova:
- Jaun Zuria (Bijeli Gospodin) je prvi mitski knez Biskaje, za kojeg se navodi da je sin škotske princeze koji je imala susret s bogom Sugaar u selu Mundaka.
- Bitka kod Roncesvallesa je mitologizirana u Karolinškom ciklusu.
- U planinskom lancu Aralar, Sveti Mihael se spominje kako je pomogao lokalnom plemenitašu otići u pustinjake.
- za grb Navare se govori da potječe dolaze iz podviga u bitci Las Navas de Tolosa.
- Bitka kod Amaiura bila je bitka gdje je Navara izgubila svoju neovisnost.